# Wagen der Bayerischen Zugspitzbahn
Zur Beförderung von Fahrgästen und Gütern setzte die Bayerische Zugspitzbahn mehrere Wagen ein.

## Personenwagen

### Personenwagen 1 bis 19

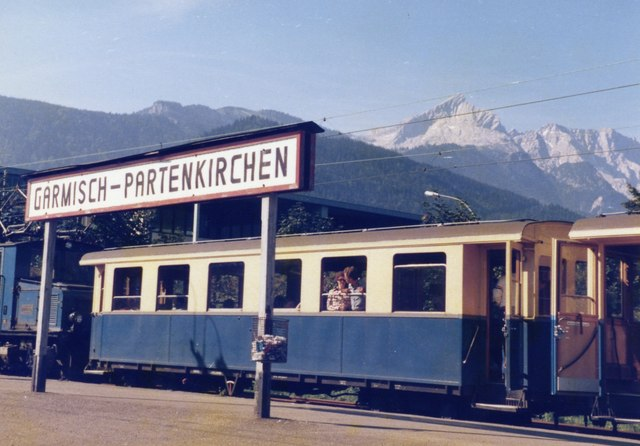
Einer der vierachsigen Personenwagen, 1978

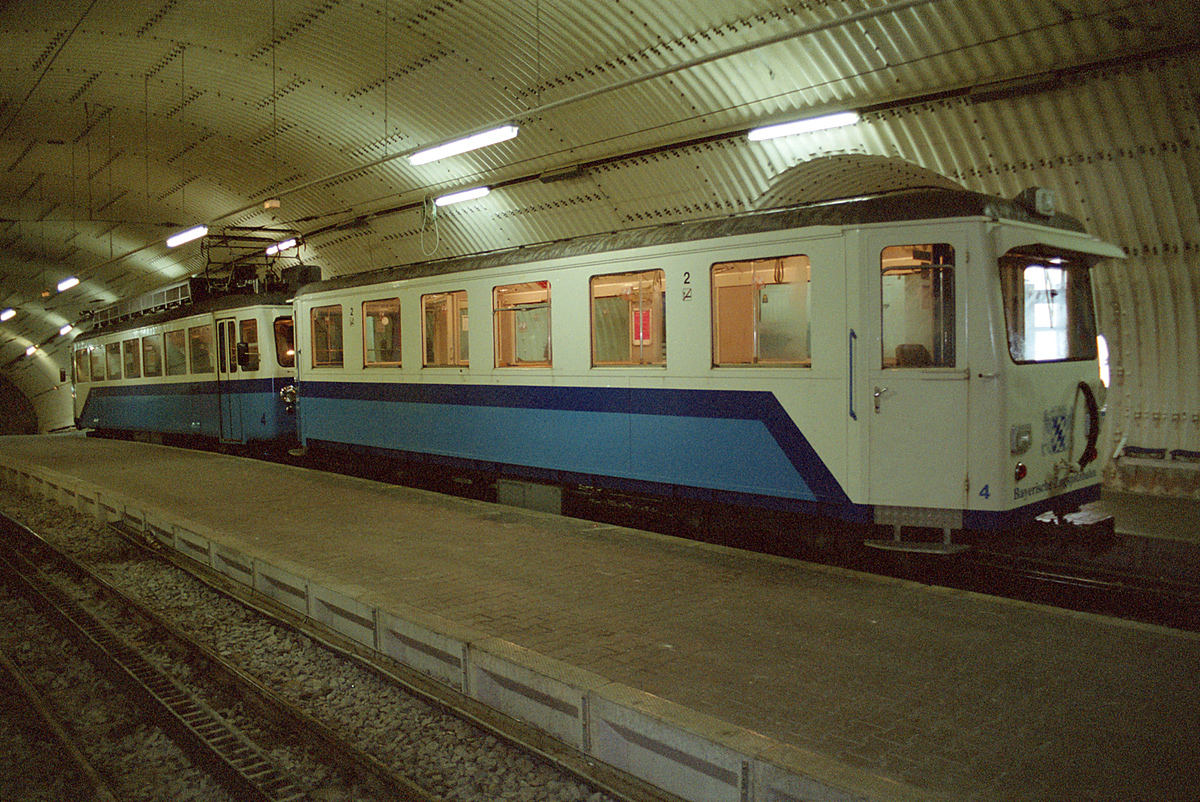
Eine Zuggarnitur aus einem Triebwagen und dem Vorstellwagen 4 im Gipfelbahnhof Zugspitzplatt

Zur Betriebseröffnung 1930 wurden 18 vierachsige Personenwagen von der Maschinenfabrik Augsburg-Nürnberg geliefert. Sie trugen die Betriebsnummern 1 bis 19, die als Unglückszahl geltende Nummer 13 wurde nicht vergeben.
Die über Kupplung 11,7 Meter langen und 8,7 Tonnen schweren Großraumwagen boten 16 Sitzplätze der zweiten Klasse und 32 der dritten Klasse. An den Enden besitzen die Wagen je eine geschlossene Einstiegsplattform mit vier bzw. zwei zusätzlichen Klappsitzen. Auf der Talstrecke waren des Weiteren 27 Stehplätze zulässig. Auf der Bergstrecke wurden die Wagen als Vorstellwagen gefahren. Dazu ist die bergseitige Plattform mit einer Klingelanlage ausgestattet, mit welcher der Zugbegleiter und der Triebfahrzeugführer kommunizieren können. An der Stirnfront des Wagens sind zwei Scheinwerfer als Spitzensignal für die Bergfahrt und mit roten Vorsteckscheiben als Rücklicht bei Talfahrten angebracht. Die Wagen besitzen eine elektrische Heizung, die über das Triebfahrzeug mit Netzspannung versorgt wird. Alle Radsätze sind mit Klotzbremsen ausgestattet. Zusätzlich ist das talseitige Drehgestell mit einem Bremszahnrad ausgestattet. Beide Bremssysteme sind voneinander abhängig und werden immer gleichzeitig durch die Handspindel oder durch die Vakuumbremse betätigt.
1957 wurde die Unterteilung in zweite und dritte Klasse aufgehoben und das Platzangebot auf insgesamt 65 Personen beschränkt. Ab 1958 wurden die Personenwagen 3, 4, 6, 8, 11, 14, 17 und 18 in Vorstellwagen für die Triebwagen 1 bis 4 umgebaut. Dabei erhielten sie abgeschrägte Einstiegstüren und ein bergseitiges Zugbegleiterabteil mit einem großen Fenster und Sonnenschutz. Ein Steuerwagenbetrieb war aber weiterhin nicht möglich. Erst 1980 wurden die Wagen 6 und 17 in Steuerwagen für die Triebwagen 5 und 6 umgebaut. Die Wagen erhielten im Zugführerabteil ein Führerstandspult, fernsteuerbare Türen und tragen seitdem die Nummern 21 (ehemals 6) und 22 (ehemals 17). Heute können Züge, die aus den alten Personen- bzw. Vorstellwagen gebildet werden, mit Hilfe der Funkfernsteuerung der Berglokomotive 19 von der Spitze des Zuges gesteuert werden, ohne dass gravierende Umbauarbeiten an den Wagen vorgenommen werden müssen.
Heute noch vorhanden sind die nicht umgebauten Personenwagen 1 und 2, die als Vorstellwagen umgebauten Wagen 4, 11 und 18, sowie die Steuerwagen 21, 22.

### Steuerwagen 211 und 213

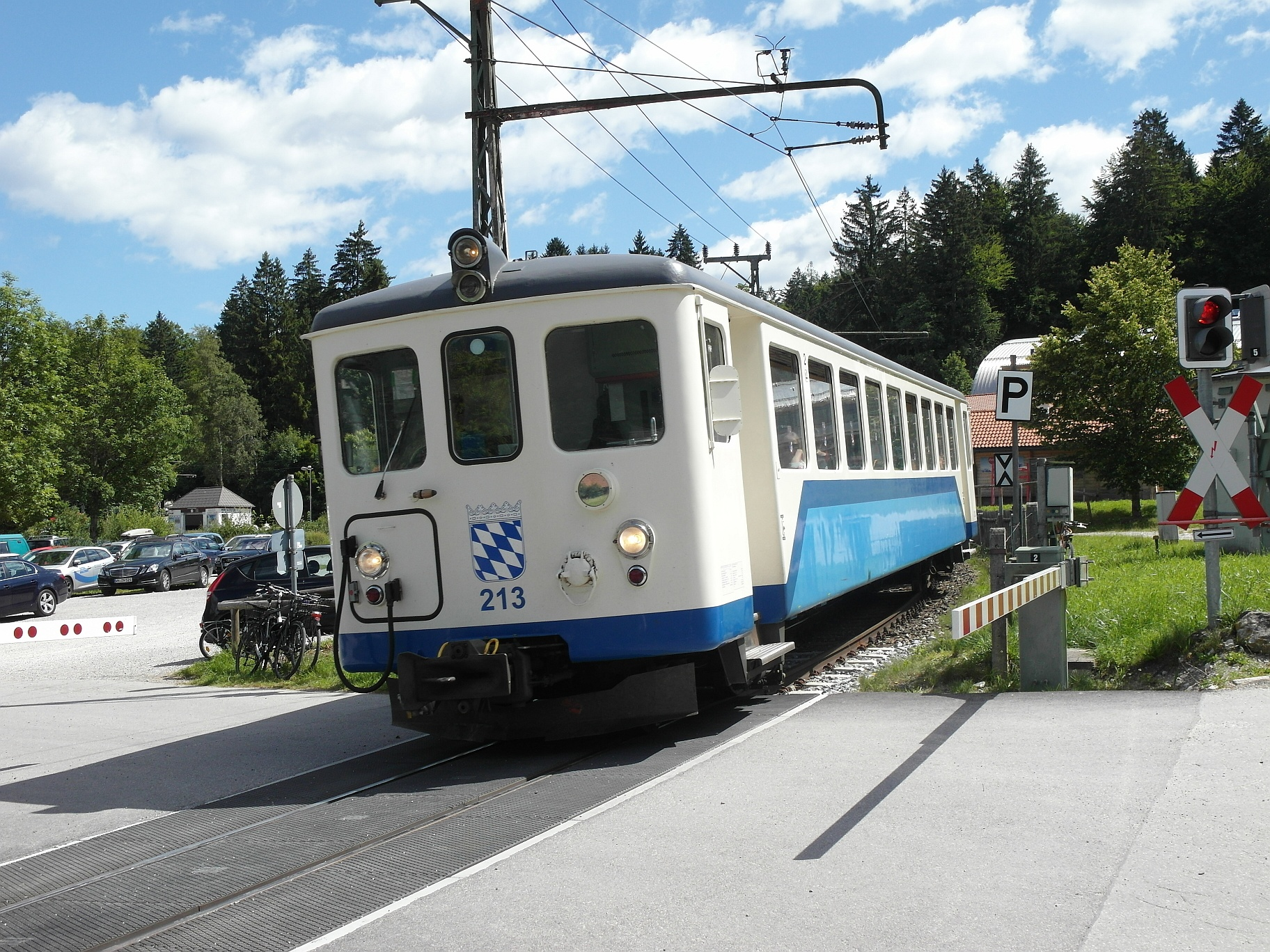
Steuerwagen 213

Die beiden Steuerwagen 211 und 213 wurden 1999 vom Regionalverkehr Bern–Solothurn erworben. Sie wurden von Stadler passend zu dem von der Berner Oberland-Bahn (BOB) erworbenen Triebwagen 309 umgebaut, behielten dabei jedoch ihre alten Betriebsnummern, die +GF+-Kupplung und die reine Druckluftbremsausrüstung. Die beiden für den Adhäsions- und Zahnradbetrieb geeigneten Wagen sind je 19,09 Meter lang, wiegen leer 20,5 Tonnen und haben je 72 Sitzplätze.
Die Wagen werden zusammen mit dem Triebwagen 309 hauptsächlich auf der Talstrecke zwischen Garmisch-Partenkirchen und Grainau eingesetzt. Auf der Zahnradstrecke dürfen die Triebwagen bis Eibsee verkehren, weiter in Richtung Zugspitze jedoch nicht.

## Güter- und Arbeitswagen

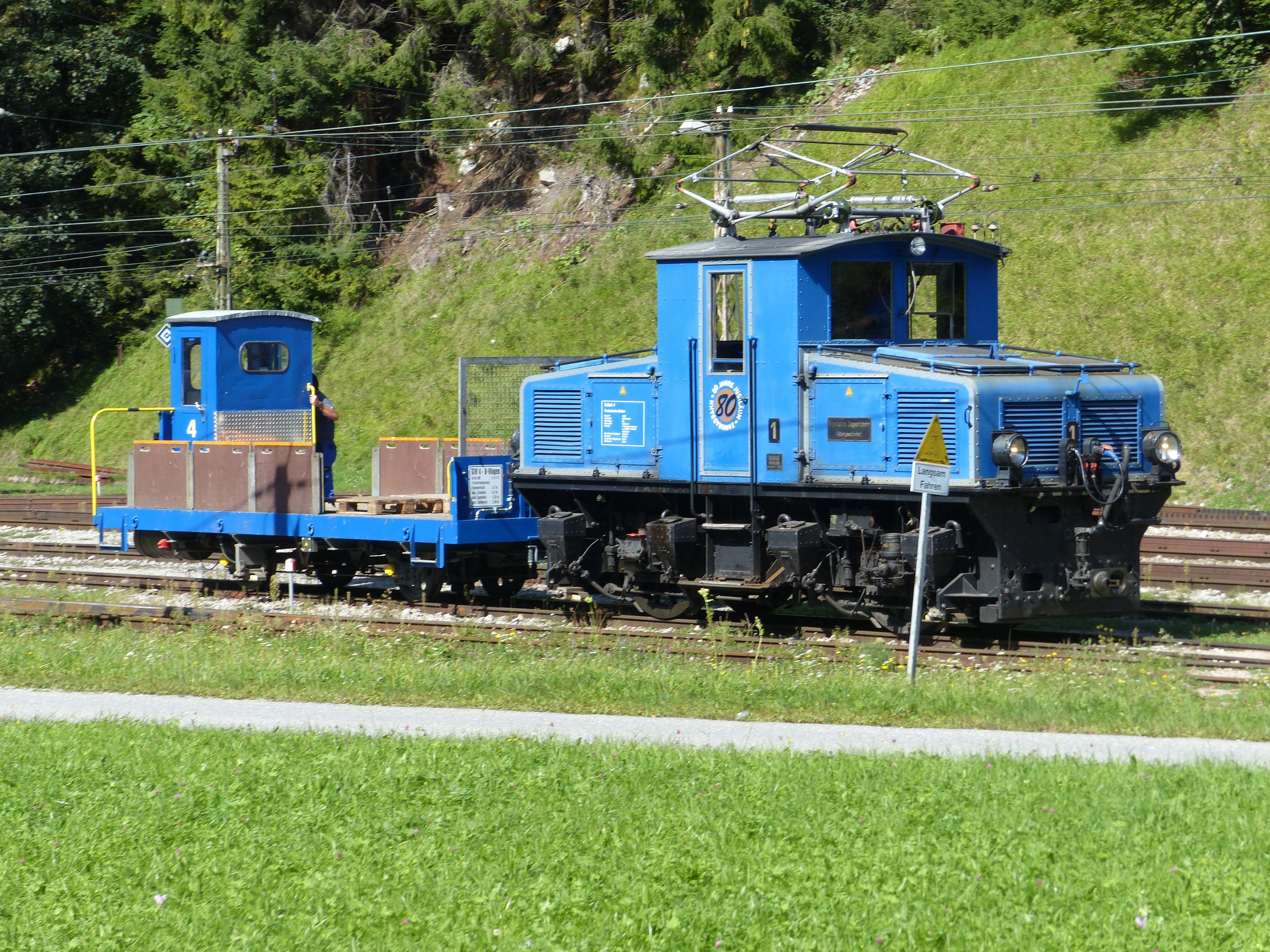
Flachwagen Nr. 4 hinter Tallok Nr. 1

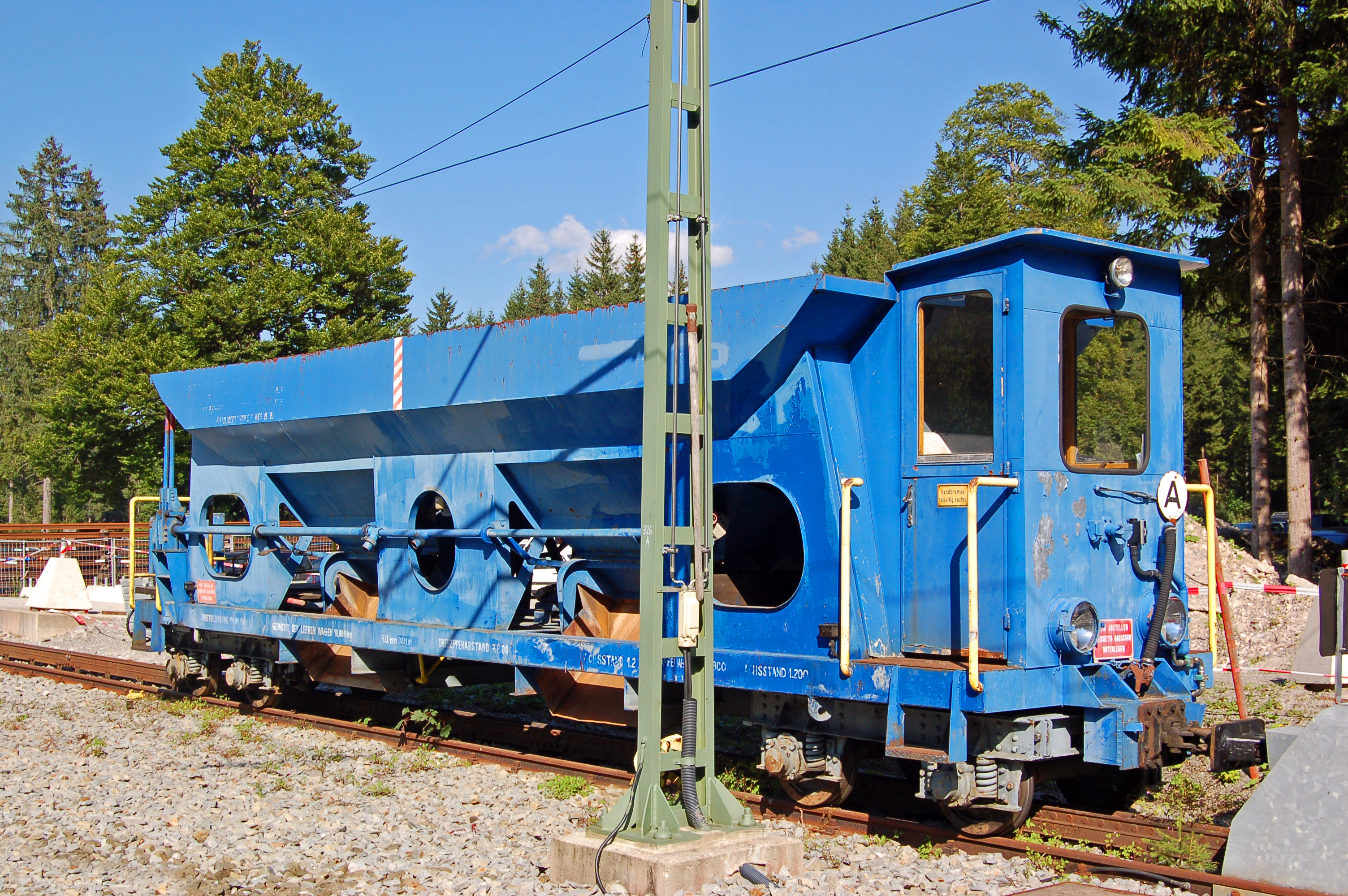
Schotterwagen Nummer 9

Zur Eröffnung der Bahn wurden zwei vierachsige Schienentransportwagen (Wagen 1 und 2), ein zweiachsiger gedeckter Güterwagen (Wagen 3) und zwei zweiachsige Flachwagen (Wagen 4 und 5) von der Maschinenfabrik Augsburg-Nürnberg geliefert. In der Bauphase wurden die Schienentransportwagen für Transporte von Oberbaumaterial genutzt. Mit dem geschlossenen Güterwagen 3 wurden Lebensmittel und Gepäck auf die Zugspitze transportiert. Transporte aller Art werden mit den beiden Flachwagen 4 und 5 gefahren. Die beiden vierachsigen Wagen sind nur mit einer Handspindelbremse ausgestattet, die drei zweiachsigen Wagen besitzen zusätzlich noch eine Vakuumbremse, wodurch die Wagen in regulären Personenzügen mitgeführt werden können.
Die fünf ursprünglich angeschafften Güterwagen bzw. Arbeitswagen sind heute noch in Betrieb. Dabei wurde der Schienentransportwagen 1 in einen Turm- und Rüstwagen umgebaut und im gedeckten Güterwagen 3 eine Kühlkammer nachgerüstet.
Im Laufe der Jahre sind noch folgende Wagen hinzugekommen:
- Wagen 6 ist ein vierachsiger Flachwagen mit einem fest eingebauten Heizöltank, der auf dem Fahrgestell des Personenwagens Nr. 16 aufgebaut wurde[3]
- Wagen 7 ist eine einachsige Vorstell-Schneeschleuder, die direkt an eine Berglokomotive gekoppelt wurde. Das Schleuderaggregat mit Zweirad-Hohlschleuderwerk und Vorschneidepropellern wurde von einem Dieselmotor angetrieben und war die erste so ausgestattete Schleuder für den Bahnbereich der Firma Beilhack mit der Fabriknummer 20/1952[4]
- Wagen 9 ist ein vierachsiger Schotterwagen, welcher bei der Brohltalbahn gegen den Personenwagen Nr. 7 eingetauscht wurde[3]
- Wagen 10 ist ein 1991 bei der Firma Windhoff beschaffter vierachsiger Flachwagen, mit welchem bis zu 18 Tonnen schwere Lasten (Oberbaumaterial, Pistenraupen etc.) transportiert werden können[3]
- Wagen 11 ist die 1999 von der Firma Zaugg AG Eggiwil gelieferte neue Schneefrässchleuder[5]
- Wagen 12 ist ein 2009 auf Basis eines alten Personenwagens neu aufgebauter Kühlwagen, welcher mit einem Kühlaufbau der Firma Kiesling ausgerüstet wurde, um Lebensmittel auf die Zugspitze transportieren zu können[6]

Alle Wagen werden auf der Bergstrecke als Vorstellwagen gefahren.